# Jean-Pierre Aumer
Œuvres principales
Les Jeux d'Églé (1802)
Les Pages du duc de Vendôme (1820)
La Somnambule (1827)
Jean-Pierre Aumer est un danseur et maître de ballet français né à Strasbourg le 21 avril 1774 et mort à Saint-Martin-du-Bosc le 2 juillet 1833.
Formé à l'école du Ballet de l'Opéra de Paris, il rejoint Jean Dauberval à Bordeaux, puis revient à l'Opéra en 1801. Confronté au tout-puissant maître de ballet Pierre Gardel, Aumer choisit le théâtre de la Porte-Saint-Martin, pour lequel il composera la plupart de ses ballets.
Face à la concurrence implacable que lui mène Gardel, Aumer quitte la France et est engagé à la cour de Cassel (1808-1814), puis à Vienne (1814-1820). En 1821, il revient à Paris et succède finalement à Louis Milon comme second maître de ballet (1826-1830).
Grâce à ses expériences à l'étranger, il renouvelle profondément le répertoire français qu'il inscrit définitivement dans le romantisme, comme son chef-d'œuvre Manon Lescaut (1830).
Son répertoire fait les beaux jours de l'Opéra de Paris jusqu'à l'arrivée du directeur Louis Véron en 1831.
Il se retire dans l'Eure à Saint-Martin-du-Bosc.
Sa fille Sophie-Julie avait épousé en 1826 le danseur Étienne Leblond.

## Œuvres
- 1802 : Les Jeux d'Églé, ballet anacréontique de Dauberval, Théâtre de la Porte-Saint-Martin, 20 novembre
- 1803 : La Fille mal gardée ou Il n'y a qu'un pas du mal au bien, ballet pantomime d'après Dauberval, Eugène Hus, Théâtre de la Porte-Saint-Martin, 13 octobre
- 1805 : Rosina et Lorenzo, ou les Gondoliers vénitiens, ballet-pantomime, musique Henri Darondeau, Théâtre de la Porte-Saint-Martin, 6 mars
- 1805 : Stanislas, roi de Pologne, mélodrame en 3 actes de Jean-Baptiste Dubois de Jancigny, musique Alexandre Piccinni, Théâtre de la Porte-Saint-Martin, 5 juin
- 1805 : La Fausse Marquise, mélodrame en 3 actes de Jean-Baptiste Dubois de Jancigny et Gobert, musique Alexandre Piccinni, Théâtre de la Porte-Saint-Martin, 28 juin
- 1805 : Le Page inconstant, ballet pantomime en 3 actes d'après Dauberval, Théâtre de la Porte-Saint-Martin, 17 juillet
- 1805 : Robinson Crusoé, Théâtre de la Porte-Saint-Martin, 2 octobre
- 1806 : Jenny ou le Mariage secret, ballet pantomime en 3 actes, musique Henri Darondeau, Théâtre de la Porte-Saint-Martin, mars
- 1806 : Les Deux Créoles, ballet pantomime en 3 actes, musique Henri Darondeau, Théâtre de la Porte-Saint-Martin, 28 juin
- 1807 : Antoine et Cléopâtre (Lyon)
- 1814 : Zéphire et Flore (Vienne)
- 1814 : Louise et Alexis, d'après Le Déserteur de Dauberval (Vienne)
- 1814 : Myrsile et Antéros (Vienne)
- 1815 : La Fête de la rose (Vienne)
- 1815 : Les Bayadères (Vienne)
- 1816 : Les Noces de Thétis et de Pélée (Vienne)
- 1816 : Les Deux Tantes (Vienne)
- 1817 : Amour et Psyché (Vienne)
- 1817 : Érigone ou le Triomphe de Bacchus (Vienne)
- 1818 : Le Sommeil enchanté (Vienne)
- 1818 : Aline, reine de Golconde (Vienne)
- 1819 : Ossian (Vienne)
- 1820 : Emma ou le Mariage secret (Vienne)
- 1820 : Alfred le Grand (Vienne)
- 1820 : Les Pages du duc de Vendôme (Opéra de Paris)
- 1821 : Jeanne d'Arc (Opéra de Paris)
- 1823 : Le Page inconstant (Opéra de Paris, d'après Dauberval)
- 1824 : Le Songe d'Ossian (Londres)
- 1825 : Cléopâtre, reine d'Égypte (Londres)
- 1827 : Astolphe et Joconde (Opéra de Paris)
- 1827 : La Somnambule (Opéra de Paris)
- 1828 : Lydie (Opéra de Paris)
- 1829 : La Belle au bois dormant (Opéra de Paris)
- 1830 : Manon Lescaut (Opéra de Paris)